# Повіт Сораку
Пові́т Со́раку (яп. 相楽郡, そうらくぐん, МФА: [soːɾaku guɴ]) — повіт в префектурі Кіото, Японія. Станом на 1 жовтня 2017 року його площа становила 76,28 км². Населення складало 16 735 осіб, а густота населення — 219 осіб/км². До складу повіту входять містечка Касаґі, Сейка та Вадзука, а також село Мінамі-Ямашіро. Стара назва — пові́т Саґа́ра (яп. 相楽郡, さがらのこおり, МФА: [sagaɾa no koːɾi]).